# Christoph Baumgartner
Christoph Baumgartner (ur. 1 sierpnia 1999 w Horn) – austriacki piłkarz występujący na pozycji pomocnika w niemieckim klubie RB Lipsk oraz w reprezentacji Austrii. Uczestnik Mistrzostw Europy 2020. 